# 연천종합운동장
연천종합운동장(漣川綜合運動場, Yeoncheon Stadium)은 대한민국 경기도 연천군에 있는 스포츠 시설이다. 천연잔디 필드와 우레탄 트랙이 갖춰진 다목적 경기장이며, 1994년 7월에 준공되었다. '연천공설운동장'으로 개장한 후 2020년 6월에 '연천종합운동장'으로 명칭이 변경되었다.

## 시설 현황
- 육상트랙(우레탄 400m 8레인, 3000m 장애물)
- 육상보조트랙(80m 6레인)
- 농구경기장(고무1, 아스콘1, 2코트)
- 사무실(12개소)
- 문화의거리,쉼터(파고라, 벤치, 음수대, 화장실 등)
- 족구장(우레탄2, 2코트)
- 사무실(17개소)
- 운영시간: 월~ 일 :08:00 ~ 22:00

## 사무실
- 연천군시설관리공단
- 연천군체육회
- 경기도시각장애인연합회 연천군지회
- 참전유공자회 연천군지회

## 참고 문헌
- 〈연천종합운동장〉. 《두피디아》. 두산.
- “연천종합운동장”. 연천군시설관리공단.
- “연천공설운동장”. 연천군청.
- “연천공설운동장”. 연천군시설관리공단. 2020년 3월 2일에 원본 문서에서 보존된 문서. 2020년 3월 2일에 확인함.
- 《전국 공공체육 시설 현황 (2017년말 기준)》. 대한민국 문화체육관광부. 2019.
- 《2019년 전국 공공체육시설 현황 (2018년말 기준)》. 대한민국 문화체육관광부. 2020.
- 《2023 전국 공공체육시설 현황 (2022년 12월말 기준)》. 대한민국 문화체육관광부. 2024.